# 往完町
往完町（おうかんちょう）は、愛知県豊橋市の地名。

## 地理
豊橋市西部に位置する。東は羽根井西町・錦町、西は花田町・牟呂町、南は東脇1丁目・東脇3丁目、北は西羽田町に接する。

### 字一覧
- 往還西（おうかんにし）[WEB 5]
- 往還東（おうかんひがし）[WEB 5]
- 郷社東（ごうしゃひがし）[WEB 5]

### 学区
- 公立高等学校 - 三河学区
- 公立中学校 - 豊橋市立羽田中学校[WEB 6]
- 公立小学校 - 豊橋市立羽根井小学校[WEB 6]

## 歴史

### 町名の由来
牟呂に通じる往還があったことによるという。

### 人口の変遷
国勢調査による人口および世帯数の推移。
| 1995年（平成7年）  | 451世帯 1352人 |  |
| 2000年（平成12年） | 434世帯 1233人 |  |
| 2005年（平成17年） | 436世帯 1151人 |  |
| 2010年（平成22年） | 442世帯 1128人 |  |
| 2015年（平成27年） | 452世帯 1090人 |  |

### 沿革
- 1932年（昭和7年） - 渥美郡牟呂吉田村大字牟呂の一部により、豊橋市往完町が成立[2]。
- 1959年（昭和34年） - 一部が西羽田町に編入される[2]。
- 1972年（昭和47年） - 一部が羽根井西町・東脇にそれぞれ編入される[2]。また、花田町・牟呂町の各一部を編入する[2]。

## 交通
- 愛知県道豊橋環状線[1]
- 愛知県道豊橋港線[1]

## 施設
- 往完保育園[1]
- 往完郵便局[1]
- 中部電力牟呂変電所[1]
- 県営往完住宅[1]
- 牟呂公園
- 天理教真友愛分教会

### WEB
1. ↑  “愛知県豊橋市の町丁・字一覧”.   人口統計ラボ. 2023年4月13日閲覧。
2. ↑  総務省統計局 (2017年1月27日). “平成27年国勢調査の調査結果(e-Stat) - 男女別人口及び世帯数 －町丁・字等” (CSV). 2021年7月21日閲覧。
3. ↑  “愛知県豊橋市の郵便番号一覧”.   日本郵便. 2023年4月13日閲覧。
4. ↑  “市外局番の一覧” (PDF).   総務省 (2022年3月1日). 2022年3月22日閲覧。
5. 1 2 3  “愛知県豊橋市 住所一覧から地図を検索”.   ONE COMPATH. 2023年8月17日閲覧。
6. 1 2  豊橋市教育委員会学校教育課学事グループ (2021年3月1日). “豊橋市小・中学校通学区域早見表” (PDF).   豊橋市. 2024年11月15日閲覧。
7. ↑  総務省統計局 (2014年3月28日). “平成7年国勢調査の調査結果(e-Stat) - 男女別人口及び世帯数 －町丁・字等” (CSV). 2021年7月20日閲覧。
8. ↑  総務省統計局 (2014年5月30日). “平成12年国勢調査の調査結果(e-Stat) - 男女別人口及び世帯数 －町丁・字等” (CSV). 2021年7月20日閲覧。
9. ↑  総務省統計局 (2014年6月27日). “平成17年国勢調査の調査結果(e-Stat) - 男女別人口及び世帯数 －町丁・字等” (CSV). 2021年7月21日閲覧。
10. ↑  総務省統計局 (2012年1月20日). “平成22年国勢調査の調査結果(e-Stat) - 男女別人口及び世帯数 －町丁・字等” (CSV). 2021年7月21日閲覧。
11. ↑  総務省統計局 (2017年1月27日). “平成27年国勢調査の調査結果(e-Stat) - 男女別人口及び世帯数 －町丁・字等” (CSV). 2021年7月21日閲覧。

### 書籍
1. 1 2 3 4 5 6 7 8  「角川日本地名大辞典」編纂委員会 1989, p. 1785.
2. 1 2 3 4 5  「角川日本地名大辞典」編纂委員会 1989, p. 253.